# Diócesis de Samarcanda
La diócesis de Samarcanda (en latín: Dioecesis Semiscantensis) fue una circunscripción eclesiástica de la Iglesia católica en el Kanato de Chagatai, actual Uzbekistán. Se trataba de una diócesis latina, sufragánea de la arquidiócesis de Soltaniyeh. Fue suprimida en el siglo XIV.

## Territorio y organización
La diócesis extendía su jurisdicción sobre los fieles católicos de rito latino residentes en parte del Kanato de Chagatai.
La sede de la diócesis se encontraba en la ciudad de Samarcanda, en donde se conoce la existencia de la iglesia de San Juan Bautista, probable catedral.

## Historia
Samarcanda fue la antigua capital de Sogdiana. El patriarca Sliba-zkha (714-728) de la Iglesia del Oriente erigió una provincia eclesiástica para Samarcanda, y un metropolitano de Samarcanda está atestiguado en 1018. Samarcanda se rindió a Gengis Kan en 1220, y aunque muchos de sus ciudadanos fueron asesinados, la ciudad no fue destruida. Marco Polo mencionó una comunidad siríaca oriental en Samarcanda en la década de 1270. 
En los siglos XIII y XIV fue uno de los principales centros del Kanato de Chagatai, uno de los cuatro kanatos en los que se había dividido el inmenso Imperio mongol después de la muerte de Gengis Kan. La ciudad era parte de una de las rutas de caravanas que conducían desde Crimea o Persia a China.
Según las fuentes de la época, en la ciudad, conocida como Summachra en el Liber historiarum de Johannes Elemosyna (1335), vivía una importante comunidad cristiana, compuesta principalmente por nestorianos y griegos ortodoxos o melquitas. También hubo una misión dominica.
Según una tradición, atestiguada por Marco Polo y retomada por Johannes Elemosyna, el fundador de la dinastía mongol de Chagatai ya se habría convertido al cristianismo al recibir el bautismo. Uno de sus descendientes, Eljigidey, que ascendió al trono en 1327, dio la bienvenida a la predicación de los dominicos y abrazó la fe cristiana, y se construyó una iglesia dedicada a san Juan el Bautista en Samarcanda. El kan escribió dos cartas al papa, de las cuales dos dominicos de Samarcanda se convirtieron en embajadores, uno de los cuales fue Tomás de Mancasola, el misionero más importante de su orden en el Imperio tártaro medio.
La bula Redemptor noster de 1 de abril de 1318, con la que el papa Juan XXII había erigido la sede metropolitana de Soltaniyeh, disponía que el Kanato de Chagatai formaba parte de esa provincia eclesiástica, pero hasta el momento esta decisión aún no se había implementado. La conversión de Algigidai y el progreso de la misión católica en el kanato convencieron al papa Juan XXII de erigir la diócesis de Samarcanda el 13 de agosto de 1329 y nombrar a Tomás de Mancasola como su primer obispo, el 21 de agosto siguiente.
Las bulas redactadas en esta ocasión por el papa nos informan sobre la extensión de la diócesis y la variada composición étnica de las comunidades católicas que la integraban y que anteriormente habían sido objeto de la actividad misionera de Mancasola y sus hermanos. A khan Algigidai, imperatorem Tartarorum, Corassan et Turquestan et Indastan, el papa encomendó a los nuevos misioneros y solicitó una profesión de fe católica a los recién convertidos. Luego, el papa recomendó al nuevo obispo no solo a los neófitos del Kanato de Chagatai, sino también a los alanos, los malchaitas y los húngaros de la Gran Hungría. El primer grupo estaba formado por un pueblo nómada, cuya ubicación geográfica es, por tanto, difícil de establecer por naturaleza. Acerca de los malchaitas, se ha propuesto identificarlos con los melquitas, es decir, los sogdianos de rito bizantino convertidos al catolicismo. Al rey de la Gran Hungría, Jeretanny, el papa le dirigió una carta personal felicitándolo por su conversión y agradeciéndole las cartas que le había escrito solicitando un obispo.
Tomás de Mancasola, con un nutrido grupo de misioneros dominicos y franciscanos, partió hacia Oriente en la primavera de 1330, pasando por Sarai y Tanais. Pero mientras tanto, la situación en el kanato había cambiado: Algigidai se había ido y su sucesor Duwa Temur había sido derrocado por su hermano Darmasirin, que se convirtió al islam y destruyó las iglesias cristianas y las sinagogas judías; alrededor de 1334 también Darmasirin fue depuesto y reemplazado por Buzun, quien autorizó a cristianos y judíos a reconstruir sus edificios religiosos. Siguió un período de relativa calma para las comunidades cristianas.
Tomás de Mancasola reapareció de nuevo en Aviñón el 13 de agosto de 1342, tras lo cual no se sabe nada de él, aunque probablemente regresó a Samarcanda. Un obispo de Seniscatensis llamado Juan pasaba por la ciudad papal en 1359, pero más tarde no se sabe nada sobre esta diócesis de Asia Central.

## Episcopologio
- Tommaso di Mancasola, O.P. † (21 de agosto de 1329-?)
- Giovanni † (mencionado en 1359)